# داميان مور
داميان مور (بالإنجليزية: Damien Moore)‏ هو سياسي بريطاني، ولد في 26 أبريل 1980. نشط حزبياً في حزب المحافظين. في الانتخابات التشريعية البريطانية 2017، انتخب عضو برلمان المملكة المتحدة الـ57 عن دائرة ساوثبورت وقد انضم خلال فترته النيابية ‏ (8 يونيو 2017 – ) للكتلة البرلمانية حزب المحافظين.